# Ле-Муаян-Грезиводан
Ле-Муаян-Грезиводан (фр. Le Moyen Grésivaudan) — кантон во Франции, департамент Изер, регион Овернь — Рона — Альпы. Полностью входит в состав округа Гренобль. INSEE код кантона — 3818. Административный центр кантона находится в Кроле.

## Географическое положение
Ле-Муаян-Грезиводан находится на западе департамента Изер. Площадь кантона составляет 226,57 км², таким образом он является 12-м кантоном по площади в департаменте. Название кантона произошло от названия долины Грезиводан, в которой он расположен. С конца XX века долиной Грезиводан называют равнину от Тюллена до Альбервиля. Долина разделяется на 3 части: нижний или южный Грезиводан (Сюд-Грезиводан) — территория от Тюллена до Гренобля, средний Грезиводан (кантон Ле-Муаян-Грезиводан) — от Гренобля до Поншарры, и высокий Грезиводан (кантон О-Грезиводан) — от Поншарры до Альбервиля.
Ле-Муаян-Грезиводан граничит с кантонами департамента Изер: Мелан, Шартрёз-Гье, О-Грезиводан и Уазан-Романш.

## История
По закону от 17 мая 2013 и декрету от 14 февраля 2014 года количество кантонов в департаменте Изер уменьшилось с 58 до 29. Новое территориальное деление департаментов на кантоны вступило в силу во время выборов 2015 года. Кантон Ле-Муаян-Грезиводан был создан 22 марта 2015 года из расформированных кантонов Сент-Имье (3 коммуны), Домен (8 коммун) и Туве (6 коммун).

## Население
Согласно переписи 2012 года (считается население коммун, которые в 2015 году были включены в кантон) население Ле-Муаян-Грезиводан составляло 43 923 человека. Из них 27,9 % были младше 20 лет, 14,9 % — старше 65. 26,2 % населения не имело образования, 40,2 % имеет высшее образование.

## Экономика
Безработица на 2012 год составляло 6,7 %. Активное население (старше 15 лет) — 21 317 человек. Распределение населения по сферам занятости в кантоне: 0,4 % — сельскохозяйственные работники, 6,4 % — ремесленники, торговцы, руководители предприятий, 31,7 % — работники интеллектуальной сферы, 28,4 % — работники социальной сферы, 20,5 % — государственные служащие и 12,5 % — рабочие.

## Коммуны кантона
В состав кантона входят 17 коммун (население по данным Национального института статистики за 2012 г.):
| Коммуна           | Название по-французски  | Население, чел. (2012) | Площадь | Код INSEE |
| ----------------- | ----------------------- | ---------------------- | ------- | --------- |
| Бернен            | Bernin                  | 2967                   | 7,67    | 38039     |
| Виллар-Бонно      | Villard-Bonnot          | 7325                   | 5,84    | 38547     |
| Кроль             | Crolles                 | 8237                   | 14,21   | 38140     |
| Ле-Версу          | Le Versoud              | 4637                   | 6,35    | 38538     |
| Ла-Комб-де-Лансе  | La Combe-de-Lancey      | 702                    | 18,55   | 38120     |
| Ла-Террас         | La Terrasse             | 2418                   | 9,47    | 38503     |
| Лаваль            | Laval                   | 979                    | 25,33   | 38206     |
| Лембен            | Lumbin                  | 2080                   | 6,77    | 38214     |
| Ревель            | Revel                   | 1413                   | 29,55   | 38334     |
| Сен-Бернар        | Saint-Bernard           | 635                    | 21,59   | 38367     |
| Сент-Аньес        | Sainte-Agnиs            | 541                    | 26,85   | 38350     |
| Сент-Илер         | Saint-Hilaire           | 1465                   | 8,61    | 38395     |
| Сент-Имье         | Saint-Ismier            | 6549                   | 14,90   | 38397     |
| Сен-Жан-ле-Вьё    | Saint-Jean-le-Vieux     | 257                    | 4,59    | 38404     |
| Сен-Мюри-Монтемон | Saint-Mury-Monteymond   | 342                    | 11,09   | 38430     |
| Сен-Назер-лез-Эм  | Saint-Nazaire-les-Eymes | 2942                   | 8,49    | 38431     |
| Сен-Панкрасс      | Saint-Pancrasse         | 434                    | 6,71    | 38435     |

## Политика
Согласно закону от 17 мая 2013 года избиратели каждого кантона в ходе выборов выбирают двух членов генерального совета департамента разного пола. Они избираются на 6 лет большинством голосов по результату одного или двух туров выборов.
В первом туре кантональных выборов 22 марта 2015 года в Ле-Муаян-Грезиводан баллотировались 2 пары кандидатов: Бернар Мишон и Флавье Ребутье (левые, 28,7 %) и Люсиль Ферраду и Максим Ле Пандеван (правые, 23,32 %). Во втором туре 29 марта, Во втором туре Бернар Мишон и Флавье Ребутье были избраны с поддержкой 49,56 % на 2015—2021 годы.